# 王庆明 (篮球运动员)
王庆明（1992年9月19日—）是中国職業篮球員，2013年起效力於青岛双星雄鹰篮球俱乐部，擔任隊長，位置為前锋。身高202米。2022年被交易至浙江廣廈。2024年離開浙江廣廈。2024年一度代表山东蜜獾体育篮球队參加2024山东省男子篮球联赛。